# Ochi de tigru
Ochiul de tigru este o varietate de cuarț fibros, brun sau albastru, care se prezintă, în general, ca pseudomorfoză după asbestul de riebeckit. E întrebuințat ca piatră semiprețioasă.

## Descriere
Ochiul de tigru este o piatră prețioasă de culoare gălbuie cu variante de culoare până la roșcat brun. Mineralul este rezultat prin procesul de degradare prin acțiunea intemperiilor a „ochiului de șoim” o varietate de cuarț albastru. Varietatea de culoare galbenă pote fi confundat cu crizoberilul, din care cauză este folosit ca imitație de crizoberil. Fenomenul optic de sclipire (licărire) este produs de filamentele fine de amfiboli din masa cristalului. Exploatarea mineralului se face în Africa de Sud, Namibia, Australia de vest, SUA, Canada, India. În perioada Evului Mediu se credea că mineralul posedă puteri magice, ferind de rele și vrăjitorie, din acest motiv l-au purtat cavalerii care au participat la cruciade.
Ochi de tigru este o formă rară de cuarț negru, cu dungi galbene și maro-aurii. Este o piatră semiprețioasă deosebit de apreciată, folosită și în mod decorativ.